# Adventhaus

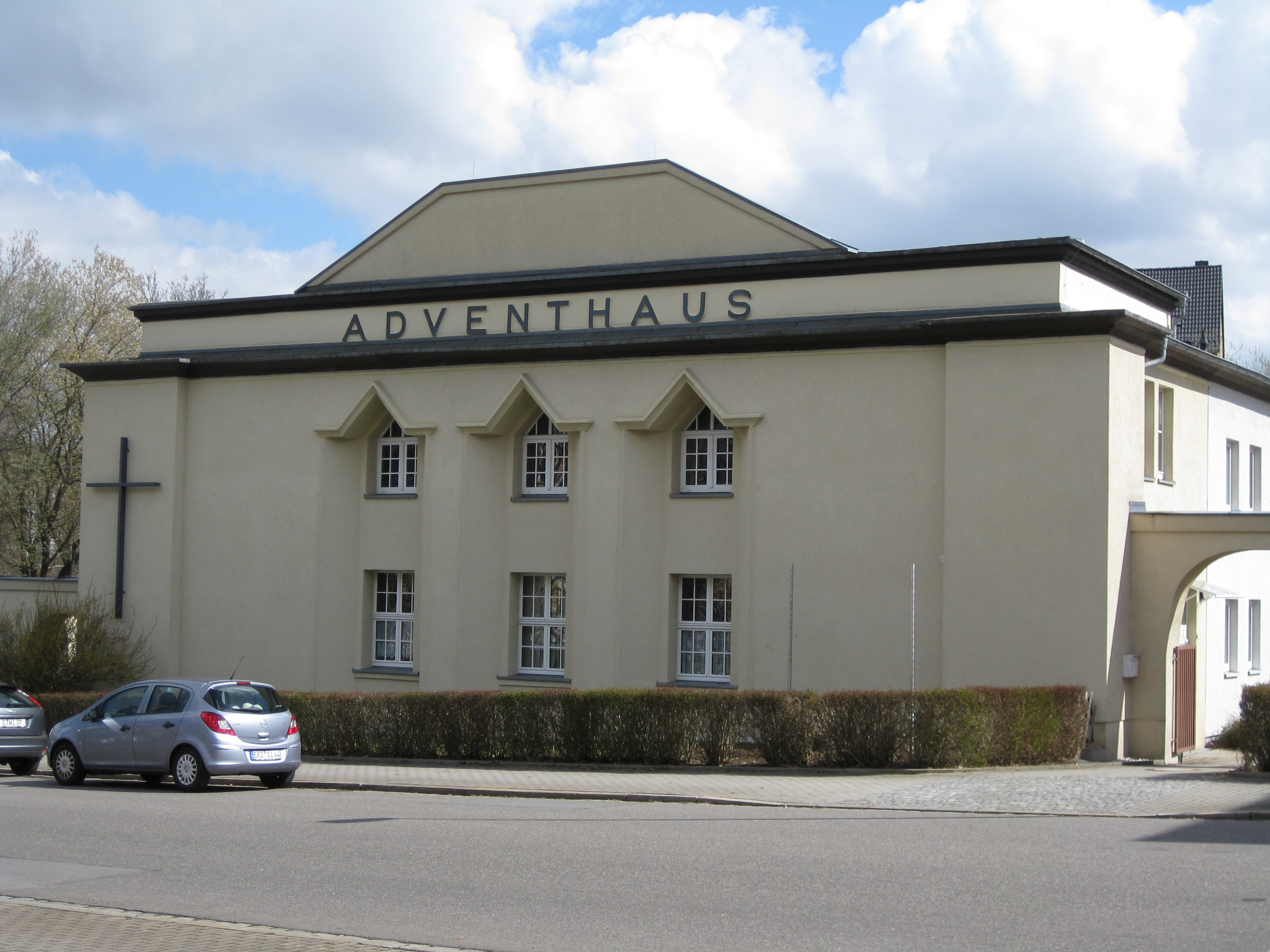
Adventhaus Chemnitz in der Hans-Sachs-Straße 9, erbaut 1922–1923 im Stile des Expressionismus, Ursprungsbau in Teilen erhalten

Adventhaus oder Adventkapelle, aber auch Haus der Adventhoffnung, ist die im deutschen Sprachraum zum Teil bis heute übliche Bezeichnung eines Kirchen- oder Kapellengebäudes sowie religiöser Gemeindezentren der Freikirche der Siebenten-Tags-Adventisten. Die Bezeichnung ist abgeleitet vom lateinischen adventus, was so viel wie „Ankunft“ bedeutet und eine Anspielung auf die Parusie (Wiederkunft Christi) darstellen soll. Die einfache Bezeichnung „Haus“ folgt in der Regel der bis etwa in der ersten Hälfte des 20. Jahrhunderts stark gepflegten bewussten sprachliche Absetzung zum Begriff „Kirche“ oder „Kapelle“.

## Zur Erklärung
Wie die meisten Sakralbauten der Adventisten in Europa sind Adventhäuser in der Regel sehr schlicht, sowohl in der Bauweise als auch in der Innenausstattung. Kirchtürme oder gar Glockentürme sind selten zu finden, zum Beispiel im bayerischen Penzberg und Bad Aibling. Lediglich ein Kreuz ohne Korpus als Symbol für den Kreuzestod Jesu Christi ist üblicherweise im Gebäude angebracht, oft auch außen.
Bei der Gestaltung der Kapelle der Theologischen Hochschule Friedensau, die 1902 erbaut wurde und eine der ältesten Adventkapellen in Deutschland ist, wurde bewusst auf jegliches Kreuzsymbol verzichtet. Stattdessen befindet sich an der Stirnseite ein Rosettenfenster mit sieben Metern Durchmesser, in dessen Mittelpunkt ausdrucksstark ein Christusmonogramm integriert ist. Die Erbauer wollten damit eine Tradition aufgreifen, die noch älter als die der Kreuzsymbolik ist.
In Freiburg im Breisgau (ehem. St. Georg und Bonifatius – Anglikanische Kirche), Görlitz (Katholisch-Apostolische Gemeinde) oder Tübingen (ehemals Neuapostolische Kirche) beispielsweise nutzen die Adventgemeinden klassische Kirchen als Gotteshäuser, die von anderen Denominationen übernommen wurden. Genutzt werden aber auch Betsäle und Gemeindehäuser kirchlicher Gemeinschaften zum Beispiel in Bad Kösen (ehemals Landeskirchliche Gemeinschaft) und Zeitz (ehemals Baptisten). Vereinzelt kommen auch simultan und gemeinschaftlich genutzte Sakralbauten vor, so zum Beispiel in  Halle (Saale) (mit FeG), Mühlhausen (Haus der Kirche – Annenkapelle), Darmstadt (Heidelberger Straße 16), Plauen (mit Apostolische Gemeinschaft) oder Filderstadt (Methodisten).
In Österreich sind nur die größten Kirchgemeinden in Wien, Salzburg und Innsbruck als Adventhäuser bekannt. Das österreichische Adventhaus schlechthin ist das Gebäude in der Wiener Nußdorfer Straße, dessen großer Gemeindesaal ursprünglich ein Theater war. In der Schweiz wird das Gemeindehaus in Basel am Rümelinbachweg als Adventhaus bezeichnet.
Da in Adventgemeinden keine Kindertaufe, sondern eine Taufe von Jugendlichen und Erwachsenen durch Untertauchen durchgeführt wird, haben viele Adventhäuser ein großes Taufbecken im Gebäude integriert. Es befindet sich in der Regel im Boden eingelassen, vorne unter oder neben dem Abendmahlstisch, ist aber zumeist unauffällig abgedeckt.

## Gebäudebeispiele

### Adventhaus (Auswahl)

#### Deutschland
- Adventhaus (Berlin-Wilmersdorf), Koblenzer Straße 3
- Adventhaus (Berlin-Charlottenburg), Schloßstraße 6[1]
- Adventhaus (Chemnitz), Hans-Sachs-Straße 9 (vgl. Liste von Sakralbauten in Chemnitz)
- Adventhaus (Dresden), Dresden-Striesen, Johannstadt, Haydnstraße 16[2]
- Adventhaus (Dortmund), Eintrachtstraße 55[3]
- Adventhaus (Hamburg Grindel), Grindelberg 15, Architekt Rudolf Jäger (Hamburg) 1952–1953,[4] Orgelweihe 1954.
- Adventhaus (Köln), Pantaleonswall 40–48[5]
- Adventhaus (Leipzig), Karl-Heine-Straße 8, vereinfachter Wiederauf- und Umbau – nach Kriegszerstörung – einer 1891 durch die Architekten Schmidt & Johlige ursprünglich für Paul Mädler errichteten großbürgerlichen Villa[6]
- Adventhaus (Weimar), Gerberstraße 13 in Weimar

#### Österreich
- Adventhaus (Innsbruck), Höttinger Gasse 12 d
- Adventhaus (Salzburg), Salzburger Neustadt, Franz-Josef-Straße 17[7]
- Adventhaus (Wien, Nußdorfer Straße 5), 9. Gemeindebezirk (Alsergrund), Nußdorfer Straße 5

#### Schweiz
- Adventhaus (Basel), Rümelinbachweg 60[8]

#### Polen
- Adventhaus (Zakopane), errichtet 1940

#### Tschechien
- ehem. Weinberger Adventhaus (Prag), vormals in der Londýnská 85[9]

### Adventkapelle (Auswahl)

#### Deutschland
- Adventkapelle (Berlin-Köpenick), Parrisiusstraße 27
- Adventkapelle (Berlin-Reinickendorf), Am Schäfersee 3
- Adventkapelle (Freiburg im Breisgau), Turnseestraße 59 (ehem. anglikanisch: St. Georg und Bonifatius)
- Adventkapelle (Friedensau), Gemeinde Möckern, An der Ihre 5, im Ludwig-Conradi-Haus, sog. Alte Schule
- Adventkapelle (Gelenau), Straße der Einheit 317
- Adventkapelle (Kirchdorf), auf der Insel Poel
- Adventkapelle (Lindscheid). Nümbrecht, Lindscheid 38
- Adventkapelle (Magdeburg), Beethovenstraße 8
- Adventkapelle (Neuanhagen), Kleiststraße 19
- Adventkapelle (Plauen), Engelstraße 15, errichtet nach 1950 auf dem Grundstück der von Fitz Landauer entworfenen Synagoge.
- ehem. Adventkapelle (Solingen), Donaustraße 21
- Adventkapelle (Waldenburg), Am Rotenberg 1

#### Ungarn
- ehem. Adventkapelle (Budapest) VI. Bezirk, vormals in der Dalnok Ucca 13[10]

### Haus der Adventhoffnung (Auswahl)

#### Deutschland
- Haus der Adventhoffnung (Wuppertal-Barmen),  Mühlenweg 3–5[11]

- Haus der Adventhoffnung (Bautzen), Martin-Hoop-Str. 19a
- Haus der Adventhoffnung (Essen), Hohenzollernstraße 63
- Haus der Adventhoffnung (Hamburg-Harburg), Denickestraße 14[4]
- Haus der Adventhoffnung (Würzburg), Martin-Luther-Str. 2a[12]

#### USA
- Haus der Adventhoffnung (New York City NY), Manhattan 111 E 87th St. (Upper East Side), errichtet 1957, ehem. Kirche der deutschen Siebenten-Tags-Adventisten in New York City, heute „New York Manhattan Church of the Advent Hope“ der Siebenten-Tags-Adventisten.[13]

## Bildergalerie

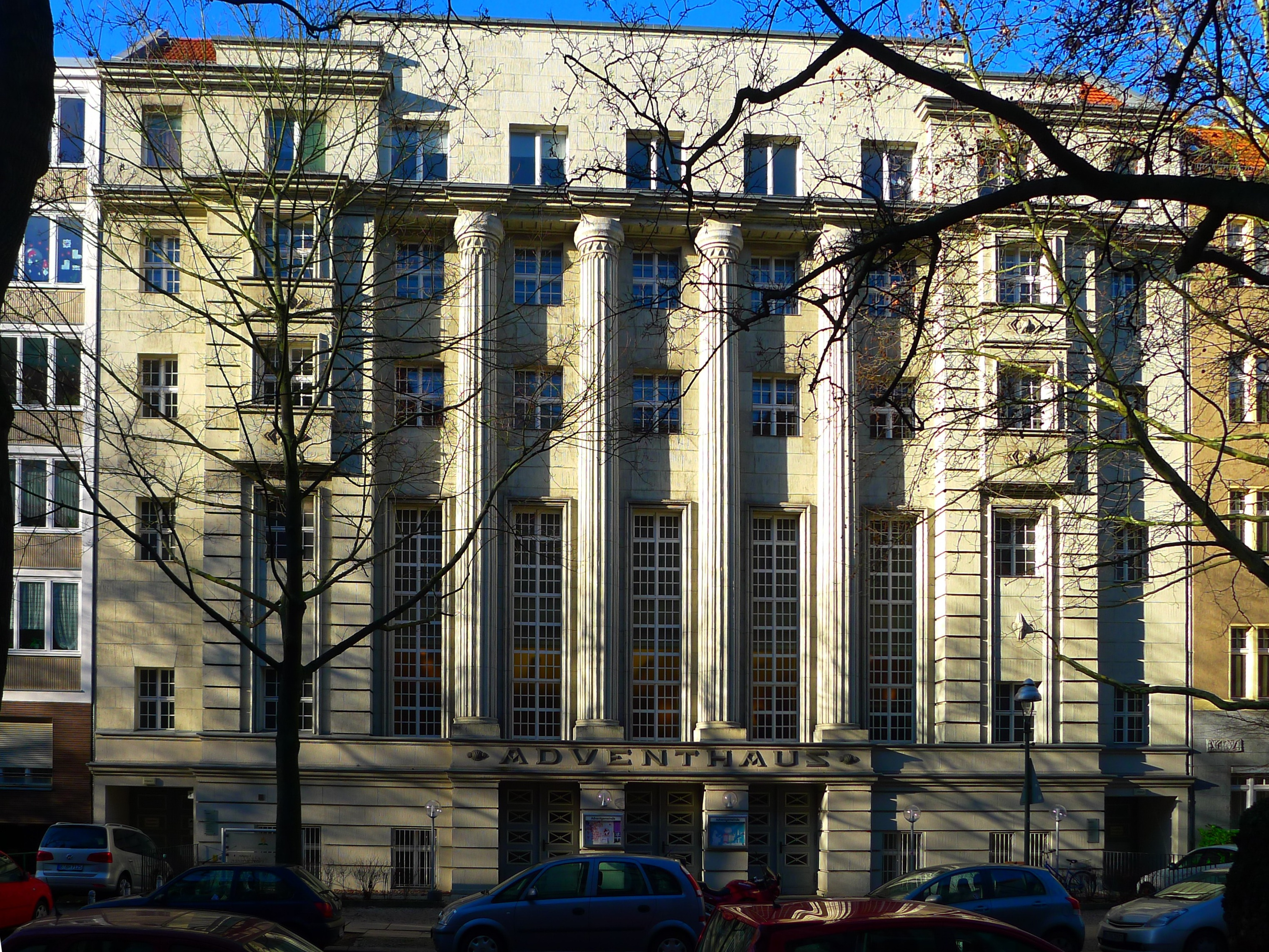
Adventhaus Berlin – Wilmersdorf
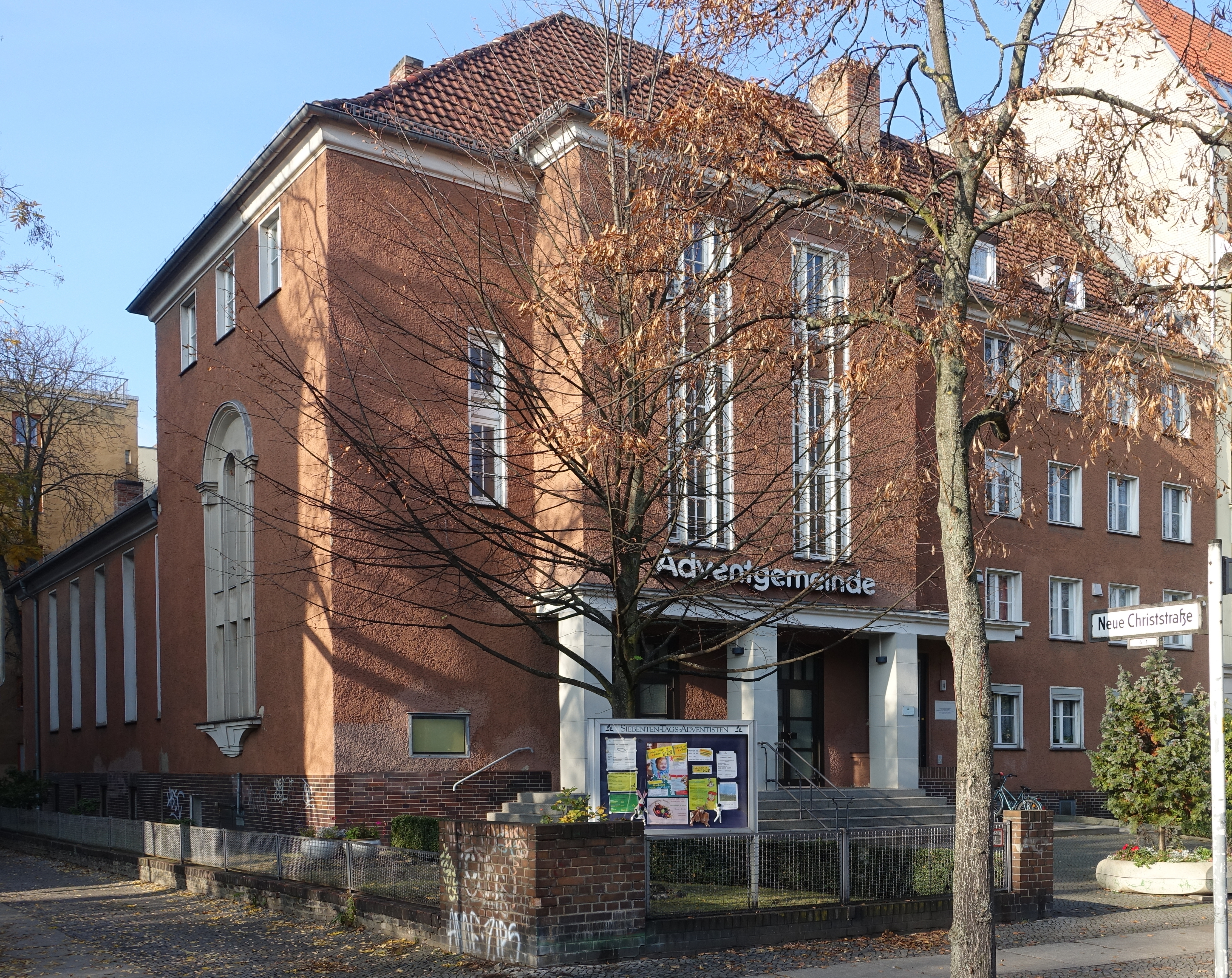
Adventhaus Berlin – Charlottenburg in der Schloßstraße 6
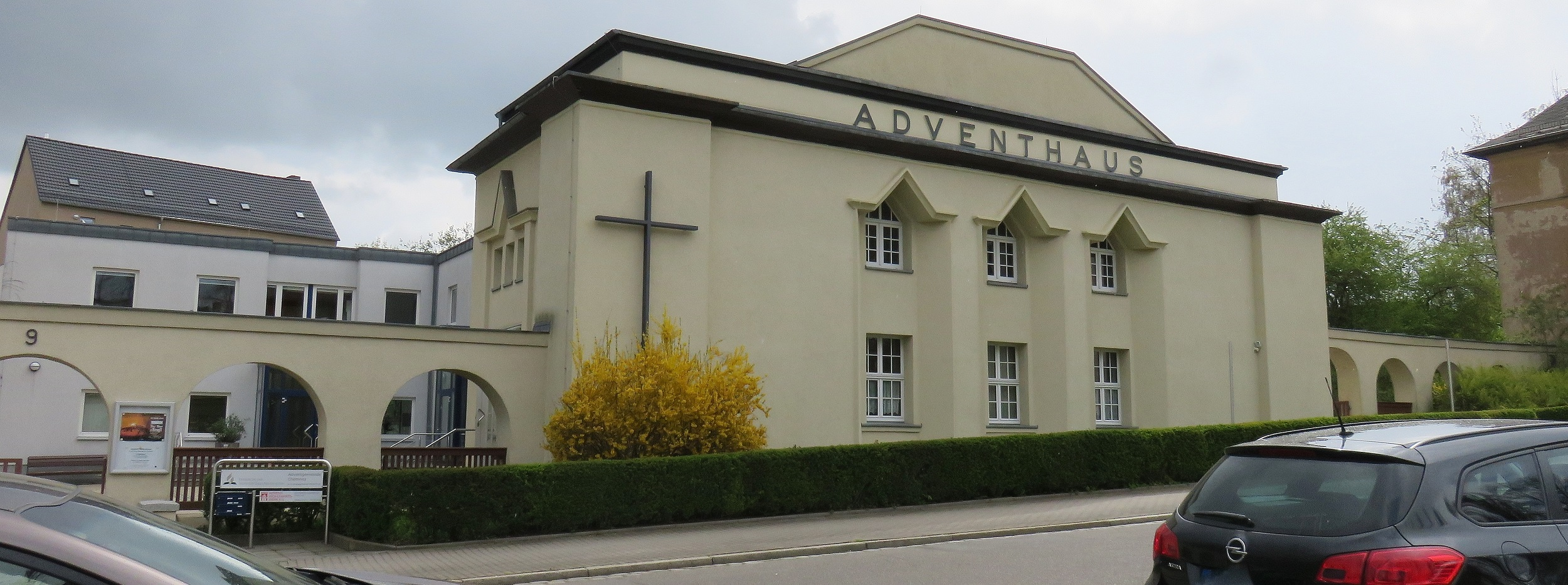
Adventhaus Chemnitz in der Hans-Sachs-Straße 9
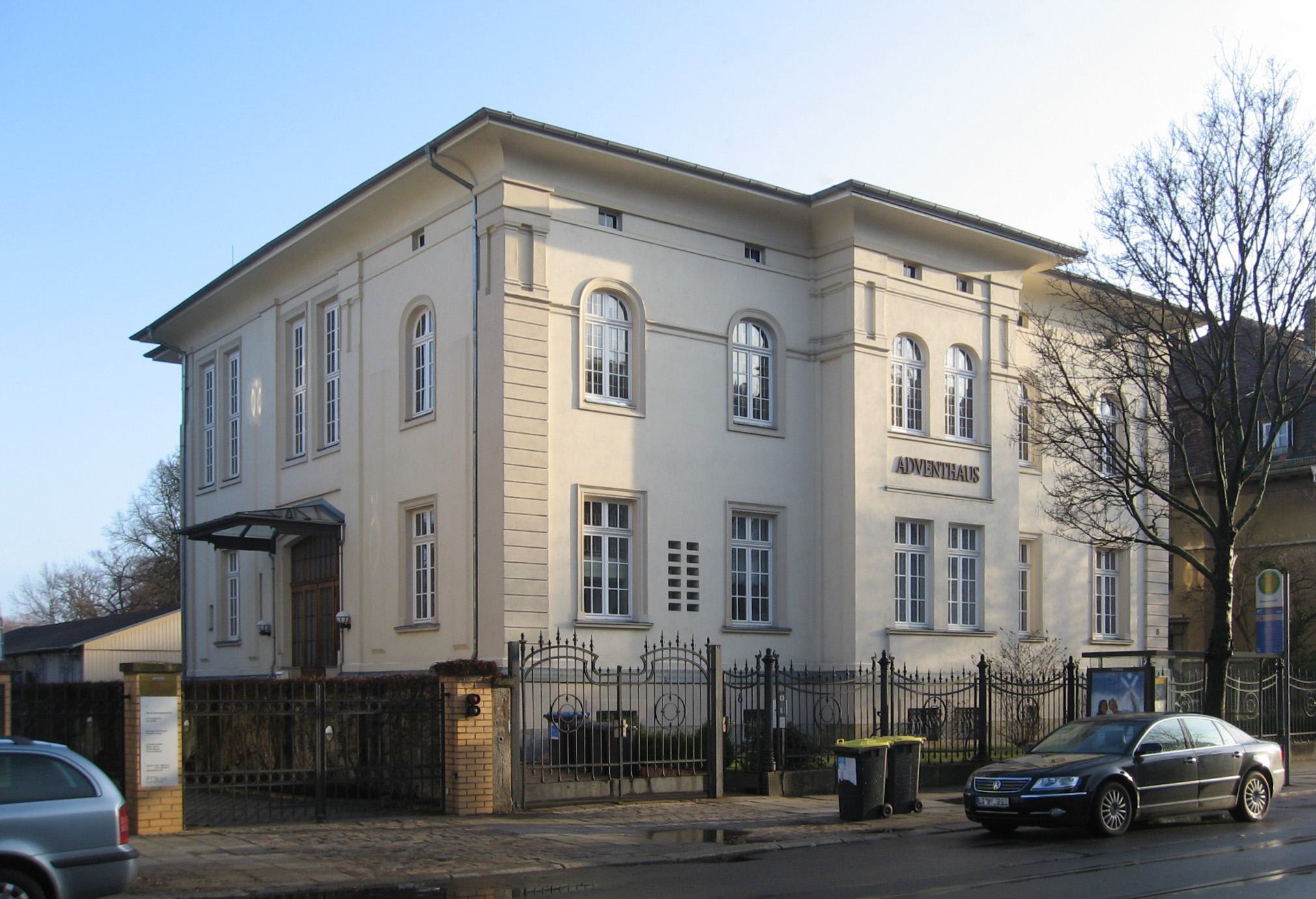
Adventhaus Leipzig in der Karl-Heine-Straße 8
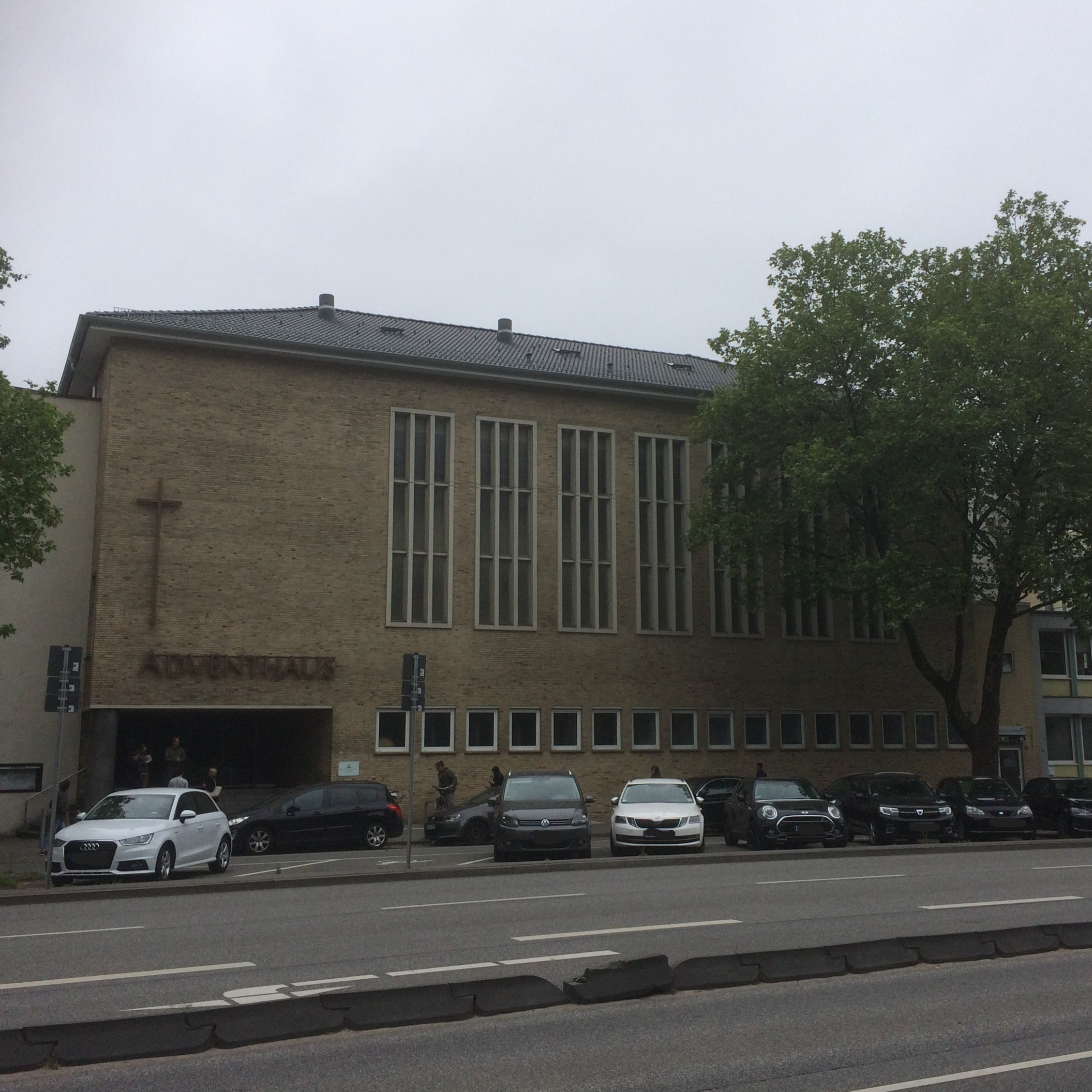
Adventhaus (Grindelkirche) Grindelberg 15 in Hamburg
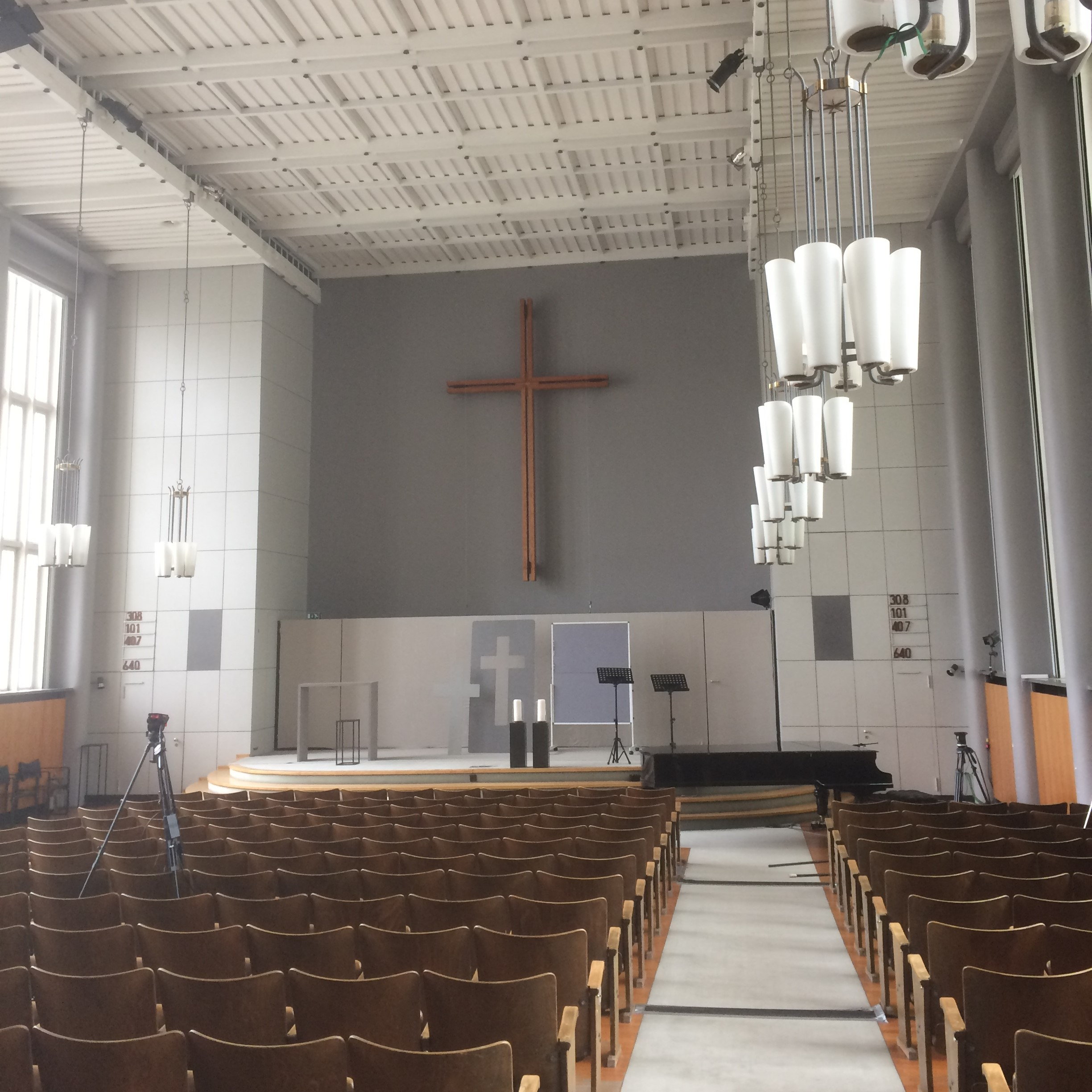
Adventhaus (Grindelkirche) Kirchensaal 1. OG (nach Norden) Grindelberg 15 in Hamburg
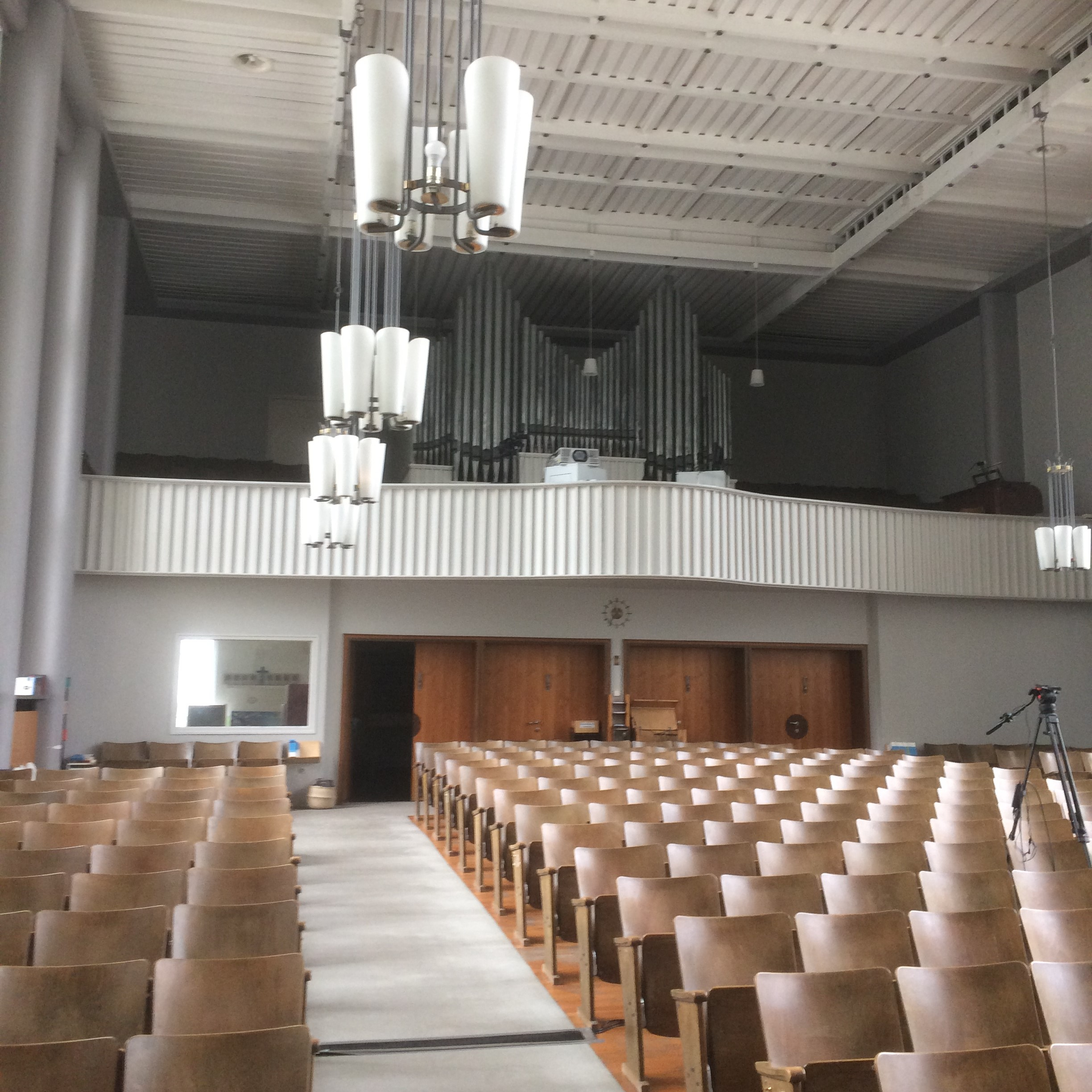
Adventhaus (Grindelkirche) Kirchensaal 1. OG (nach Süden) Grindelberg 15 in Hamburg
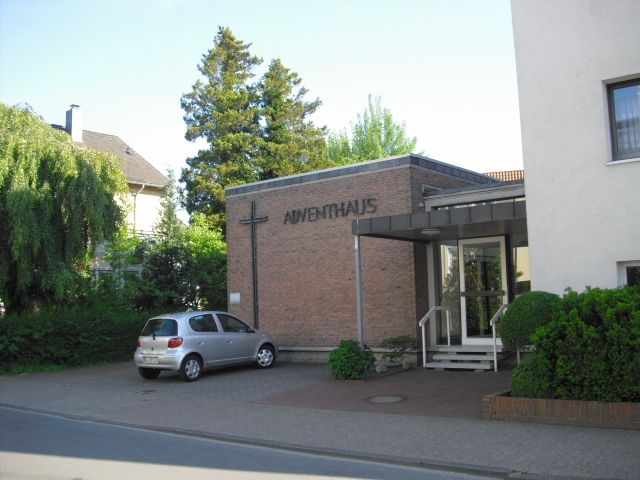
Adventhaus in Oldenburg (Oldb.)
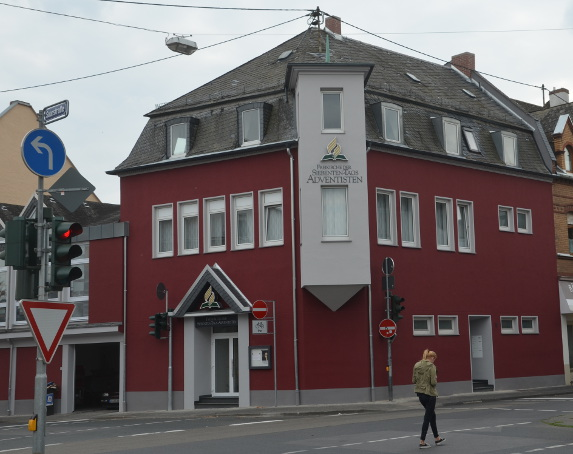
Adventhaus in Wiesbaden-Schierstein
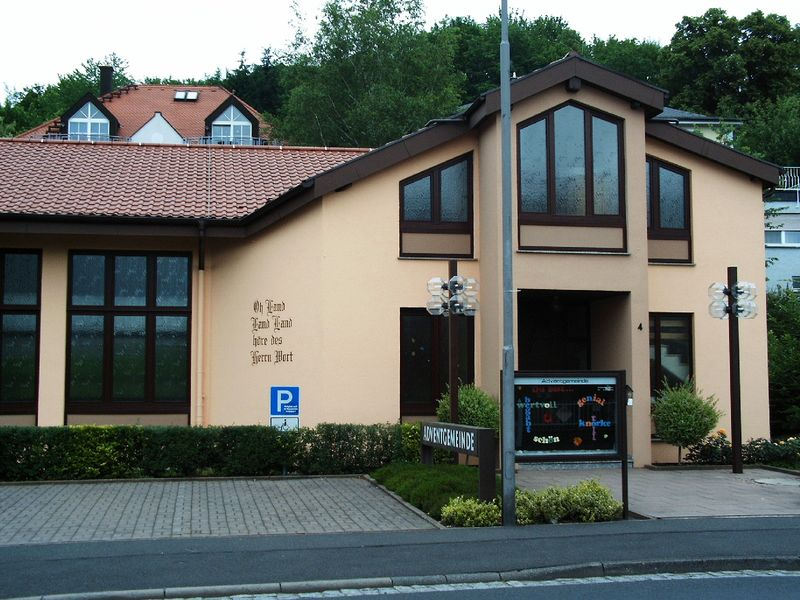
Adventhaus in Gelnhausen
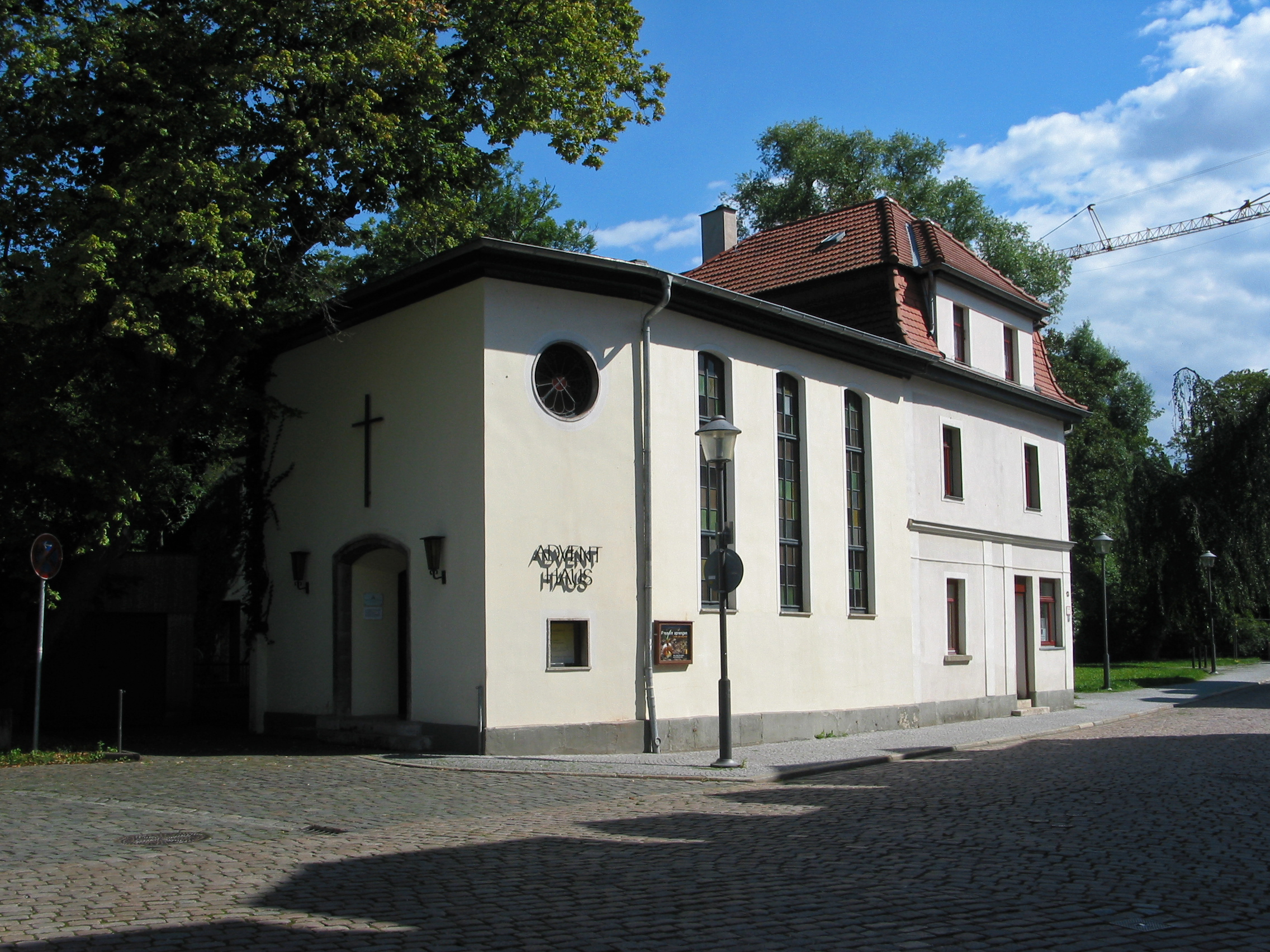
Adventhaus Weimar in der Gerberstraße 13
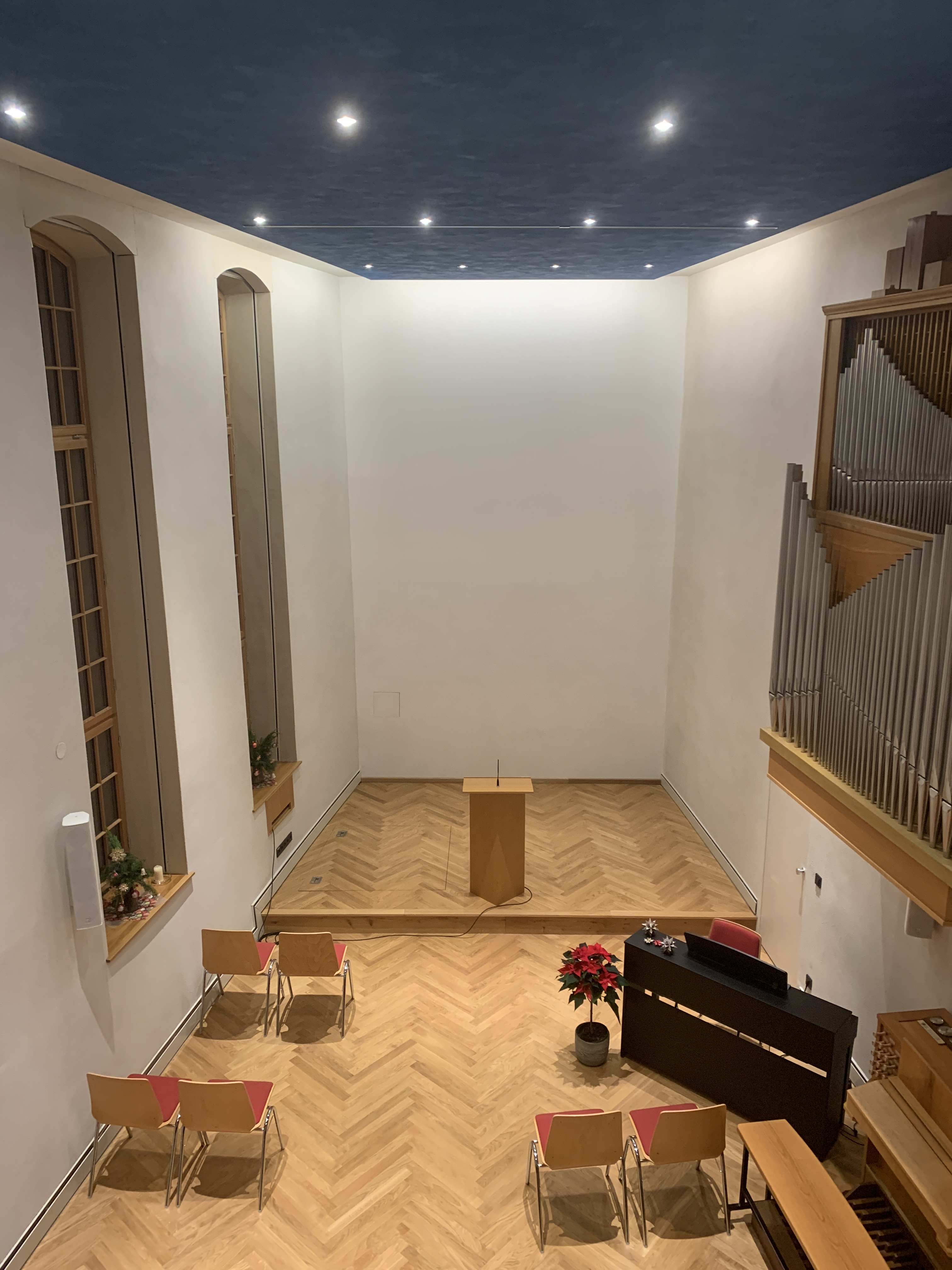
Adventhaus Weimar Kircheninnenraum (nach Osten)
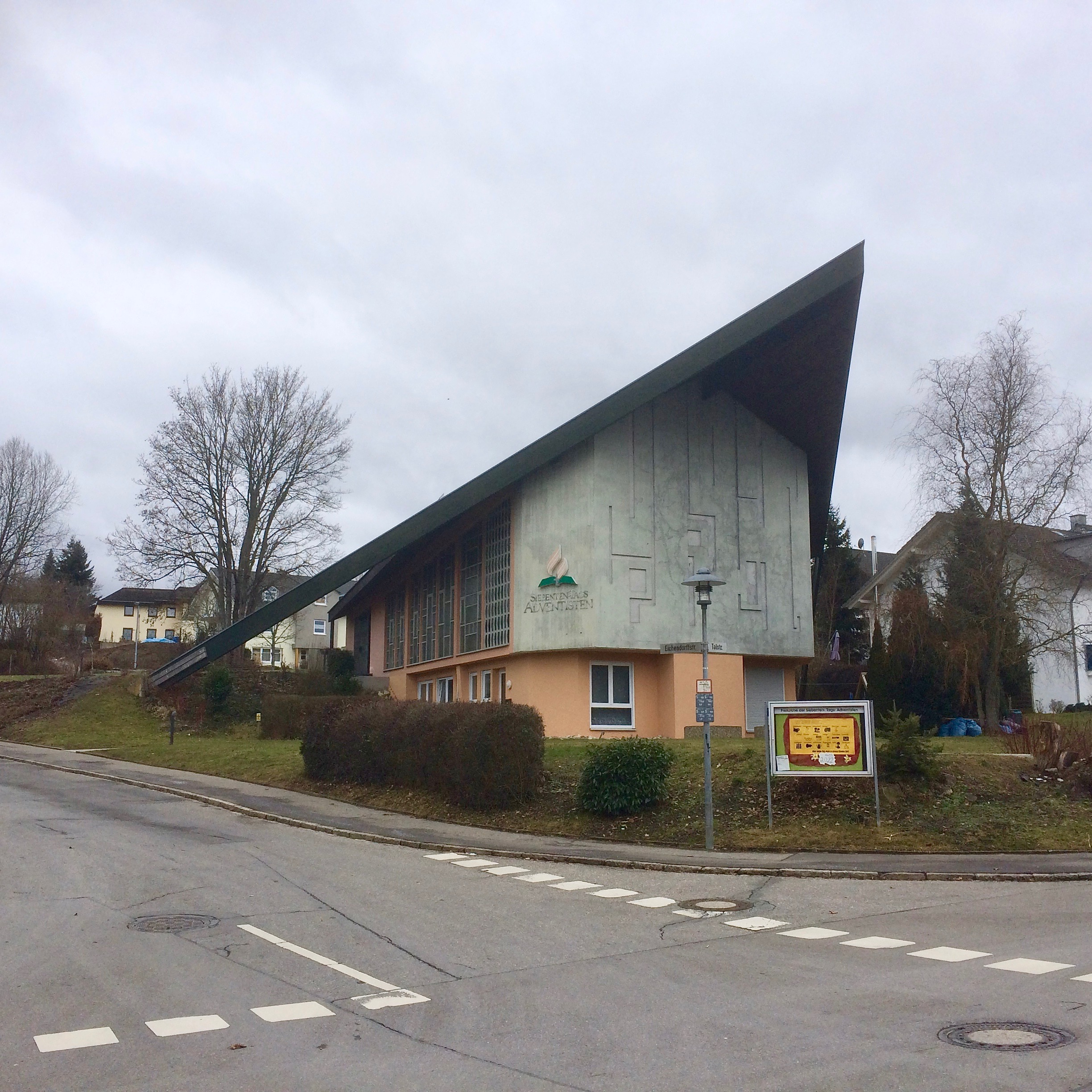
Adventgemeinde Donaueschingen
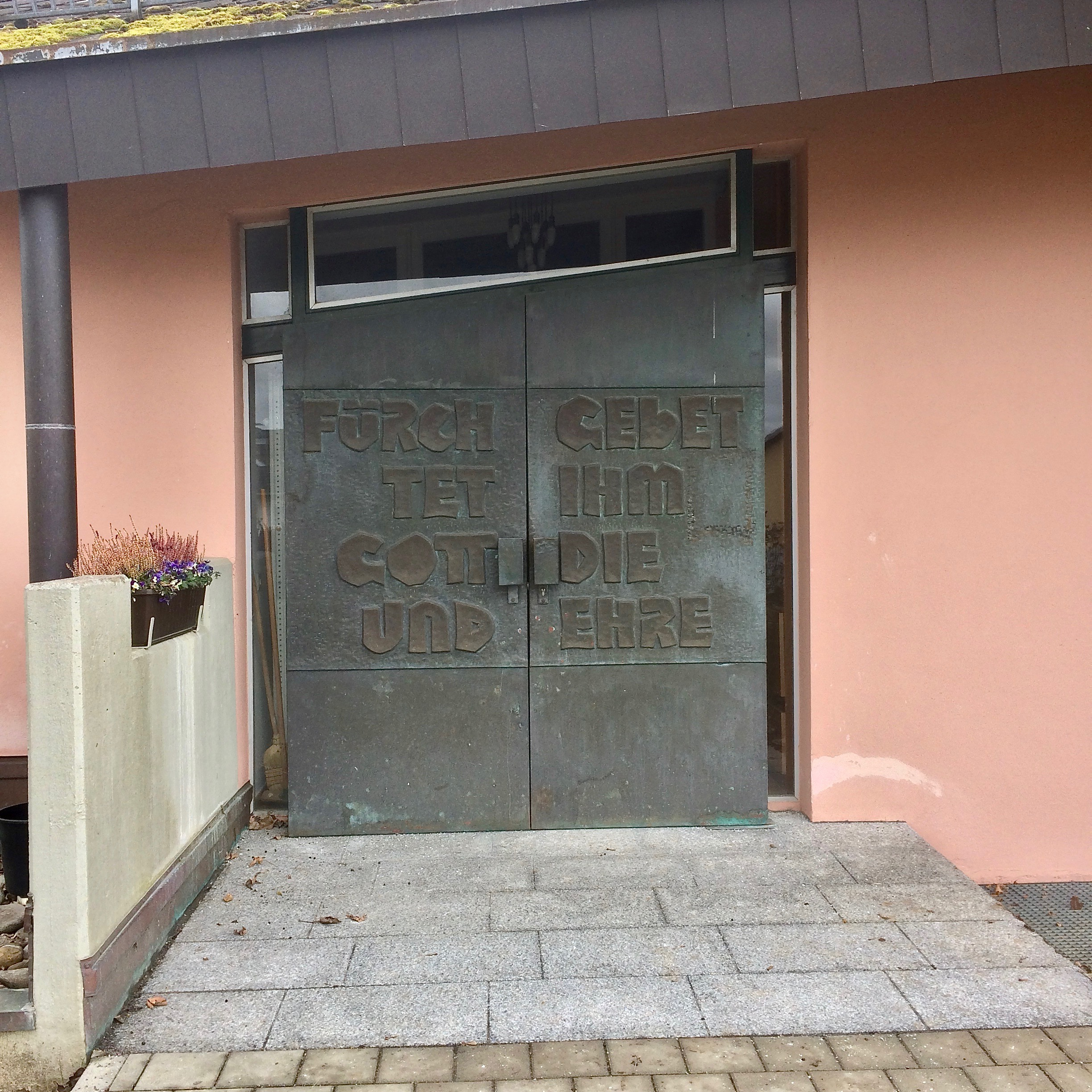
Adventgemeinde Donaueschingen Eingangsportal
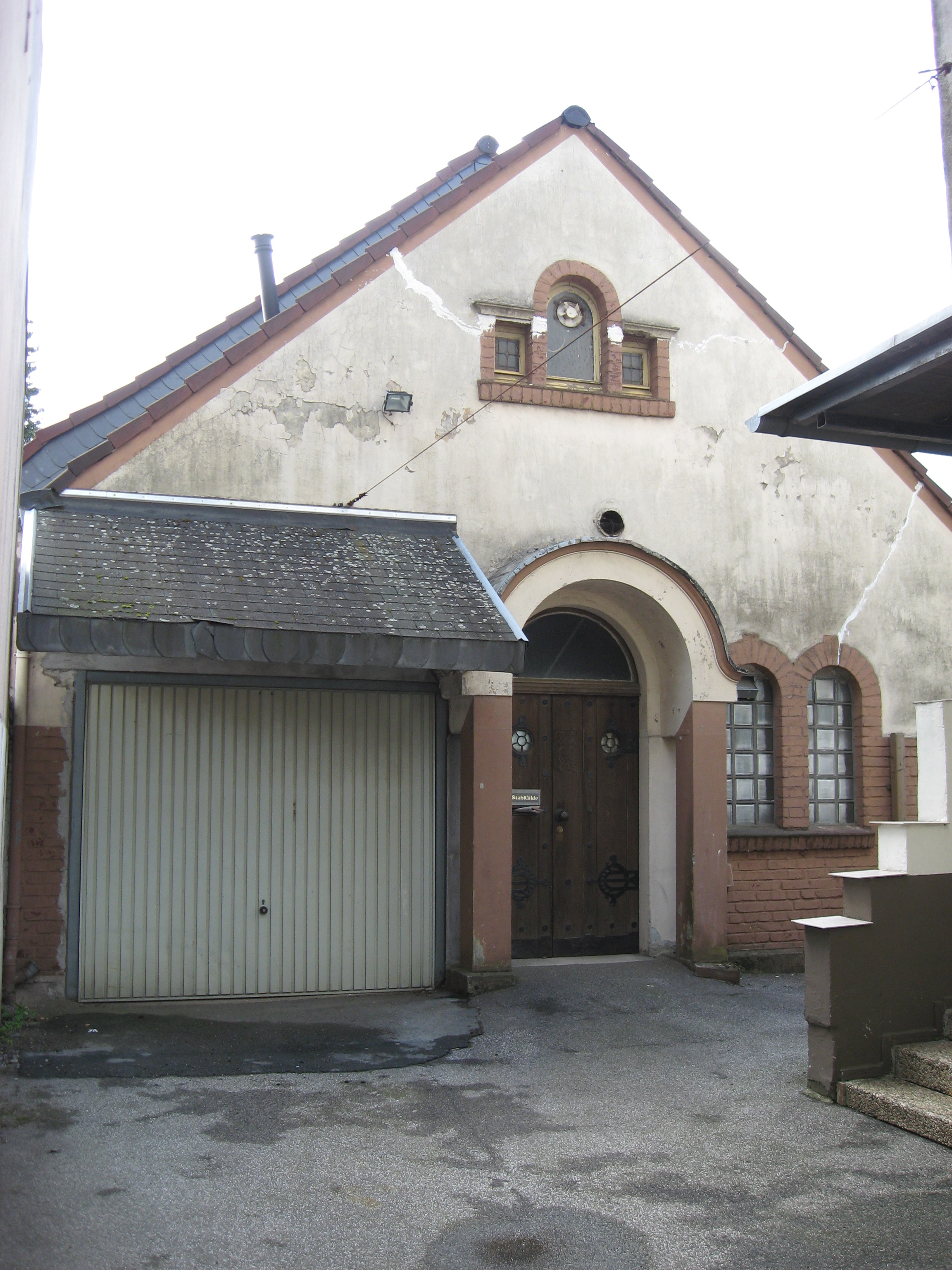
Ehem. Adventkapelle Solingen, geweiht 1913, Donaustraße 21 in Solingen-Ketzberg, Zustand im Jahr 2011